# Nueva figuración madrileña
La Nueva figuración madrileña es un movimiento artístico desarrollado en Madrid a principios de la década de 1970 y al que se conoce también como Los esquizos de Madrid.
La nueva figuración madrileña apostó por una pintura desacomplejada frente al debate abstracción-figuración, una pintura mordaz, que para alejarse de la gravedad y oscurantismo del informalismo anterior practicó un provocador uso del color. Frente al compromiso político y social de la generación anterior estos artistas se interesaron por relatar en la obra elementos iconográficos autobiográficos ajenos a la realidad social del cambio político. 
Concentrados en torno al espacio expositivo de la Galería Amadís en 1971 y 1972, son partidarios de una nueva forma de hacer arte que bebía de la tradición española al margen de las tendencias que en ese momento triunfaban en Europa, como la transvanguardia italiana y el neofauvismo francés. Representantes de la nueva figuración madrileña son Carlos Alcolea, Rafael Pérez Mínguez, Chema Cobo, Guillermo Pérez Villalta, Carlos Franco, Sigfrido Martín Begué, Carlos Forns Bada, Manolo Quejido, Carlos Durán, o Luis Gordillo.